# 6658 Akiraabe
6658 Akiraabe (1992 WT2) là một tiểu hành tinh vành đai chính được phát hiện ngày 18 tháng 11 năm 1992 bởi K. Endate và K. Watanabe ở Kitami.